# Mogakolodi Ngele
Mogakolodi Ngele (Gaborone, 6 de outubro de 1990) é um futebolista botsuanense que atua como meia.

## Carreira
Mogakolodi Ngele representou o elenco da Seleção Botsuanense de Futebol no Campeonato Africano das Nações de 2012.